# Bernie Williams
Bernabé Williams Figueroa Jr. (13 de Setembro, 1968) é um ex-jogador de beisebol e músico porto-riquenho. Ele jogou toda sua carreira no New York Yankees.

## Carreira
Bernie Williams começou a sua carreira profissional na Major League Baseball em 1991. Com o New York Yankees, único time em que jogou, venceu quatro World Series (1996, 1998, 1999, 2000), quatro luvas de ouro e cinco indicações para o Jogo das Estrelas.